# Alessandro Braccesi (astronomo)
Alessandro Braccesi (Firenze, 11 aprile 1937 – Bologna, 10 gennaio 2013) è stato un astronomo e fisico italiano.
Ha svolto per oltre cinquant'anni la sua attività di docente e di ricercatore presso l'Università di Bologna, conseguendo un ampio riconoscimento internazionale per i suoi studi e le sue ricerche in astrofisica e radioastronomia, in particolare sulle quasar.

## Biografia e carriera

### Gli inizi e la radioastronomia
Alessandro Braccesi cresce e studia a Pesaro dove la famiglia, di origini toscane, si era trasferita verso la fine del secondo conflitto mondiale. Fin da ragazzo dimostra una innata curiosità e attitudine per lo studio dei fenomeni naturali.  A 13 anni costruisce un cannocchiale di un metro di lunghezza con 33 ingrandimenti e con questo compie varie osservazioni. Nel 1956 si iscrive al Corso di Laurea in Fisica dell'Università di Bologna. 
In quegli anni inizia il progetto, seguito dalla costruzione, del grande radiotelescopio italiano “Croce del Nord” a Medicina. Marcello Ceccarelli, responsabile del progetto, coinvolge Braccesi, allora studente, fin dalle attività iniziali. Si laurea in fisica nel febbraio 1962 con il massimo dei voti e lode, quindi viene nominato assistente prima incaricato poi ordinario (nel 1964), iniziando a insegnare materie astronomiche e fisiche. Nel 1980 consegue l'ordinariato, ricoprendo la cattedra di astronomia dell'Università di Bologna.
Lavora dunque alla grande area collettrice del complesso delle antenne (circa 30.000 mq), fondamentale per la rivelazione dei debolissimi segnali radio, assieme al puntamento accurato e alla risoluzione angolare, che lo rendono per anni lo strumento di punta per la ricognizione sistematica della distribuzione delle radio sorgenti dell'emisfero Nord; nel 1969 il radiotelescopio aveva prodotto un catalogo (tuttora un riferimento internazionale) di circa 30.000 radiosorgenti, molti delle quali radiogalassie e quasar. Braccesi si occupa quindi del ritrovamento di quasar radioinquieti (Braccesi Blue Objects), nonché di cosmologia.

### I quasar “radiosilenti”
Nel 1962 avviene la scoperta dei quasar (acronimo dall'inglese “quasi stellar radio source”), oggetti di immagine ottica indistinguibili dalle stelle con i telescopi dell'epoca, ma con forte emissione alle onde radio, del tutto analoga a quella delle radio galassie, se posti alla distanza cosmologica indicata dallo spostamento verso il rosso (in inglese “redshift”) delle righe osservate negli spettri ottici. Pochi anni dopo l'astronomo americano Allan Sandage, scopre una nuova classe di sorgenti, poi denominati QSO (acronimo di “quasi-stellar objects”), del tutto simili ai quasar per le proprietà ottiche (immagini stellari e spettri), ma praticamente privi di emissione radio, da cui anche la designazione di quasar radio-quieti.
Nel 1966 si reca a Caltech con una borsa di studio annuale per svolgere un programma di ricerca con il radiotelescopio nella Valle di Owens. Egli nota che gli oggetti scoperti da Sandage, analogamente ai quasar, presentano un eccesso di luce infrarossa, oltre a quello nella banda dell'ultravioletto, che li rende più facilmente distinguibili dalle normali stelle. Di qui l'idea semplice, ma di grande valore operativo, di abbinare questi due eccessi dei QSO per distinguerli tra le miriadi di immagini stellari. Le prime apparenti “stelle” isolate con questo metodo vengono tutte confermate come quasar radio-quieti, a dimostrazione definitiva dell'efficienza del metodo di Braccesi, che acquisisce per questo fama internazionale , con piena consacrazione del cosiddetto “metodo Braccesi”. Rientrato in Italia con prezioso materiale fotografico ottenuto al telescopio Schmidt del monte Palomar, organizza una scansione sistematica delle lastre, selezionando un ampio campione di QSO con il quale mostra che essi sono soggetti a una forte evoluzione cosmologica simile a quella dei quasar radio ; pubblica quindi un catalogo che rimarrà per anni un riferimento unico per gli studi comparati di questa nuova e importante classe di oggetti .

### Il Telescopio “Cassini” e la Specola di Bologna
Divenuto professore ordinario di astronomia, Braccesi si occupa in prima persona della costruzione del telescopio ottico “Cassini”, di 152 cm di diametro, il secondo all'epoca per dimensione in Italia, installato poi presso l'Osservatorio Astronomico di Loiano dell'Università di Bologna. Questo telescopio, pur di dimensioni limitate, permette diverse ricerche significative, tra cui quelle sugli ammassi globulari della Galassia di Andromeda e sulle prime evidenze dell'esistenza di superammassi di galassie. Esso consente inoltre di svolgere attività di formazione degli studenti dell'Università, nonché programmi di divulgazione scientifica per le scuole e il pubblico.
Alla fine degli anni '70, nell'ambito di un più ampio progetto dell'Università, Braccesi intraprende il recupero della strumentazione settecentesca della storica Specola di Bologna. La sensibilità ed esperienza sperimentale di Braccesi è fondamentale nel consentire di restaurare gli strumenti non solo nell'apparenza, ma anche nelle loro funzionalità. Nel 1995 pubblica il Catalogo del Museo della Specola (Bologna University Press).

### Attività di divulgazione
Conclusa la fase di ricerca attiva nel 2000, Braccesi si dedica alla scrittura di libri di astronomia e fisica e la loro storia. 
Il primo libro, Esplorando l'Universo. Dalle conquiste degli antichi Greci all'astronomia dei nostri giorni (1988), rappresenta anche una conclusione delle ricerche storiche svolte in molti anni. Segue Una storia della fisica classica. Dalla leva al moto browniano (1992), che ne ripercorre le tappe dall'epoca classica all'inizio del '900. In Dalle stelle all'Universo. Lezioni di Astrofisica (2000) è condensata l'esperienza dei lunghi anni di insegnamento. 

Negli ultimi anni completa Al di là dell'intuizione. Per una storia della fisica del ventesimo secolo: relatività e quantistica (2008) 

## Opere
- Esplorando l'universo. Dalle conquiste degli antichi greci all'astronomia dei nostri giorni, Nicola Zanichelli Editore, Bologna, 1988.
- Una storia della fisica classica. Dalla leva al moto browniano, Nicola Zanichelli Editore, Bologna, 1992.
- Dalle stelle all'universo. Lezioni di astrofisica, Nicola Zanichelli Editore, Bologna, 2000, ISBN 8808096556.
- Al di là dell'intuizione. Per una storia della fisica del ventesimo secolo: relatività e quantistica, Bononia University Press, Bologna, 2008.